# Smith Westerns
Smith Westerns war eine Indie-Rock-Band aus Chicago, Illinois. Sie bestand aus Cullen Omori, Cameron Omori und Max Kakacek. Die Musik wurde von David Bowie, Marc Bolan und T. Rex beeinflusst.

## Geschichte
Am 5. Juni 2009 gaben sie ihr Debüt-Album The Smith Westerns unter dem Label HoZac Records heraus. Am 4. November 2010 veröffentlichten sie die Single Weekend. Dieser Song ist auch auf dem am 18. Januar 2011 veröffentlichte Album Dye It Blonde zu finden. 2011 bis 2012 sind Smith Westerns die Vorband der englischen Indie-Rock-Band Arctic Monkeys.
Ende 2014 wurde die Band aufgelöst. Max Kakacek gründete daraufhin mit Julien Ehrlich die Band Whitney.

## Diskografie

### Alben
- 2009: The Smith Westerns
- 2011: Dye It Blonde
- 2013: Soft Will

### Singles
- 2010: Weekend